# Le Gardon et ses gorges
Le Gardon et ses gorges este o arie protejată (sit de importanță comunitară — SCI) din Franța întinsă pe o suprafață de 7.009 ha, integral pe uscat.

## Localizare
Centrul sitului Le Gardon et ses gorges este situat la coordonatele 43°56′05″N 4°25′27″E / 43.93472°N 4.42417°E.

## Înființare
Situl Le Gardon et ses gorges a fost declarat arie specială de conservare în baza directivei 92/43 din 1992 referitoare la conservarea habitatelor naturale și a faunei și florei sălbatice pentru a proteja 1 specie de plante și 12 specii de animale.

## Biodiversitate
Situată în ecoregiunea mediteraneană, aria protejată conține 10 habitate naturale: Râuri mediteraneene cu debit permanent și vegetație de Glaucium flavum, Pante stâncoase calcaroase cu vegetație casmofită, Peșteri inaccesibile publicului, Galerii de Salix alba și de Populus alba, Formațiuni stabile xerotermofile de Buxus sempervirens pe pante stâncoase (Berberidion p.p.), Grohotișuri termofile și vest-mediteraneene, Păduri de Quercus ilex și Quercus rotundifolia, Râuri mediteraneene cu debit permanent cu specii de Paspalo-Agrostidion și galerii riverane de Salix și de Populus alba, Pseudostepă cu ierburi și specii anuale de Thero-Brachypodietea, Matorral arborescenți cu Juniperus spp..
La baza desemnării sitului se află mai multe specii protejate:
- plante (1): Mannia triandra
- mamifere (9): castor (Castor fiber), liliac cu aripi lungi (Miniopterus schreibersii), liliac cu urechi de șoarece (Myotis blythii), liliac cu picioare lungi (Myotis capaccinii), liliac cărămiziu (Myotis emarginatus), liliac comun (Myotis myotis), liliacul mediteranean cu potcoavă (Rhinolophus euryale), liliacul mare cu potcoavă (Rhinolophus ferrumequinum), liliacul mic cu potcoavă (Rhinolophus hipposideros)
- nevertebrate (1): croitorul mare al stejarului (Cerambyx cerdo)
- pești (2): Parachondrostoma toxostoma, clean dungat (Telestes souffia)

Pe lângă speciile protejate, pe teritoriul sitului au mai fost identificate 1 specie de păsări, 1 specie de mamifere, 1 specie de nevertebrate, 1 specie de reptile.